# Chipping Norton
Chipping Norton – miasto w hrabstwie Oxfordshire w Anglii. Położone 29 kilometrów na północny zachód od Oksfordu, zwane jest „bramą wzgórz Cotswolds”. Jest najwyżej położonym miastem hrabstwa. Liczy 5972 mieszkańców.

## Nazwa
Słowo chipping w języku staroangielskim oznaczało targ; słowo norton oznacza „północny”. 

## Historia

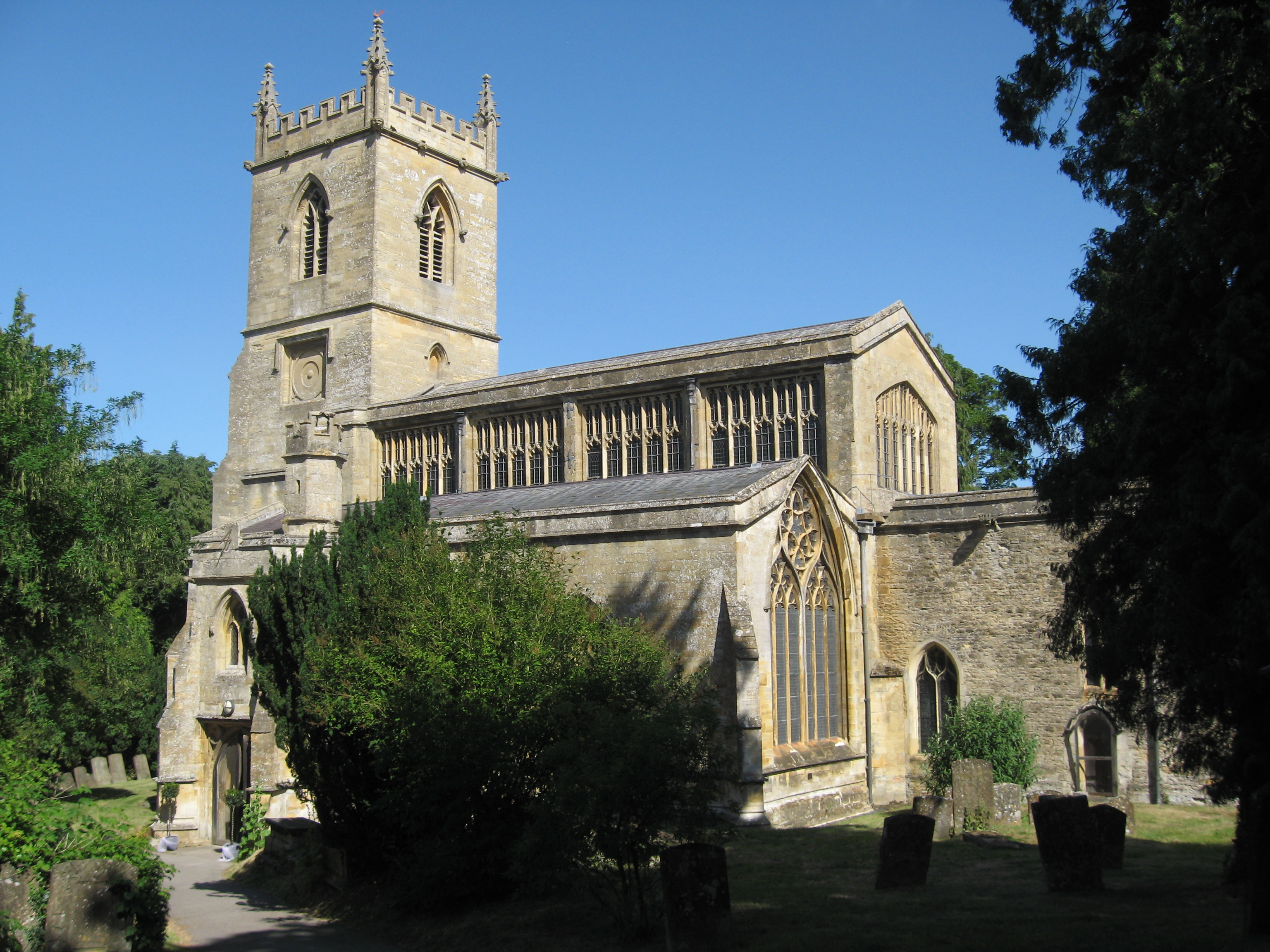
Kościół Święta Maria Dziewica; rok circa 1485

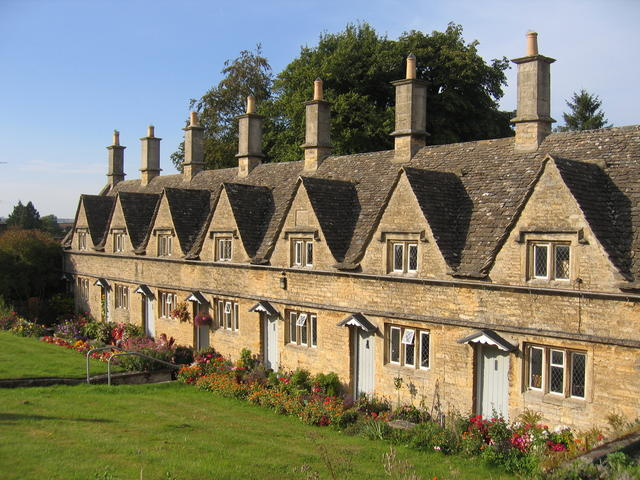
Stare budownictwo socjalne w Chipping Norton; rok 1640

Początki miasta to kościół i zamek u podnóża wzgórza, wzniesione we wczesnym średniowieczu. Kościół zbudowano z zysków z rozwiniętego w mieście handlu wełną, stąd też kościoły tego typu nazywane są wool church. W epoce wiktoriańskiej w mieście działała fabryka tweedu, browar i fabryka rękawiczek. 
W Chipping Norton urodziła się Elizabeth Jane Weston (czes. Alžběta Johana Vestonie), poetka nowołacińska, działająca na przełomie XVI i XVII w. w Pradze.